# Benjamin Tasker
Benjamin Tasker, född 1690 i Calvert County, Maryland, död 19 juni 1768 i Annapolis, Maryland, var en brittisk koloniguvernör och plantageägare. Han var borgmästare i Annapolis 1721–1722, 1726–1727, 1747–1748, 1750–1753 och 1756–1757. Han innehade dessutom ämbetet som guvernör i provinsen Maryland 1752–1753.
Tasker gifte sig med Anne Bladen som var bror till Thomas Bladen som var koloniguvernör mellan 1742 och 1747. Tasker var en mycket förmögen man. Tasker arbetade även som domare. Sonen Benjamin Tasker Jr. följde i faderns fotspår som borgmästare i Annapolis. De ligger båda begravda i Annapolis.